# Hilbeck (Adelsgeschlecht)

Stammwappen derer von Hilbeck

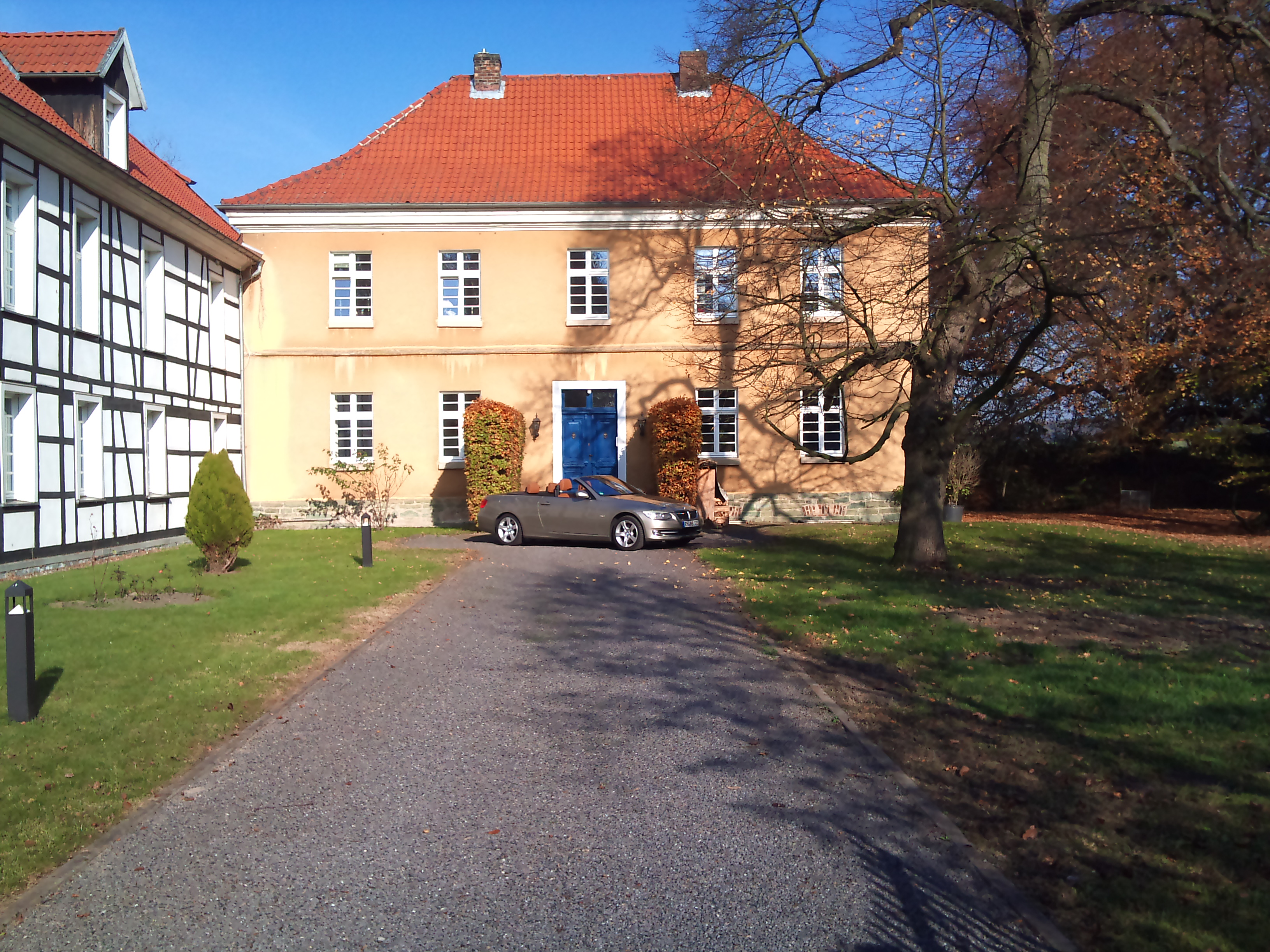
Heutiges Haus Hilbeck

Hilbeck (nach dem zweiten Stammsitz auch von der Heyde genannt Hilbeck o. ä.) ist der Name eines erloschenen westfälischen Adelsgeschlechts.

## Geschichte
Das Geschlecht saß in der Grafschaft Mark auf dem namensgebenden Haus Hilbeck bei Werl und auf Haus Heyde bei Unna-Uelzen. Erstmals erscheint die Familie 1260 mit Gobelinus de Hilbecke. In einer Urkunde von 1357 treten ein Heinrich von der Heyde genannt von Hilbeck und seine Frau Frederunis von Vrisendorf, Tochter von Hermann und Meine von Overhus, auf. 1448 machten die Witwe Johanns von Hilbeck und deren Kinder Haus Heyde dem Gerhard von der Mark zu Hamm, Graf von der Mark, zum Offenhaus.  Dies wurde 1456 von den Gebrüdern Hermann und Dietrich von Hilbeck durch eine Urkunde mit Turnierkragen-Siegel noch einmal bestätigt. Auf Haus Hilbeck ist die Familie bis 1426 nachweisbar. 
Nach 1461 war die Familie im Raum Kamen ansässig. 1479 machte Hermann von Hilbeck mit einer mit dem Turnierkragen-Siegel versehenen Urkunde bekannt, dass er von dem Werdener Abt Dietrich Hagedorn das bei Kamen gelegene Gut toe Huffte gen. Hörninghof mit allem Zubehör erhalten hatte. 1531 verkauft dessen Sohn Ludolf von Hilbeck den Hof an Ludolf von Bönen. Cort von Hilbeck war 1506 Richter zu Kamen. Die Familie erscheint noch 1542.

## Wappen
Blasonierung: Im Schild ein Turnierkragen. Die Tingierung ist nicht überliefert.

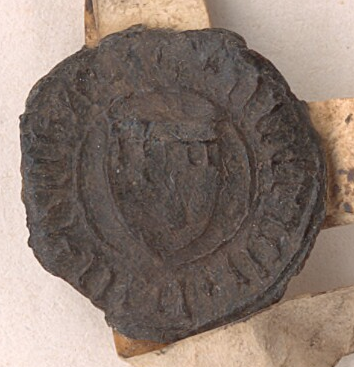
Siegel an der Urkunde von 1456
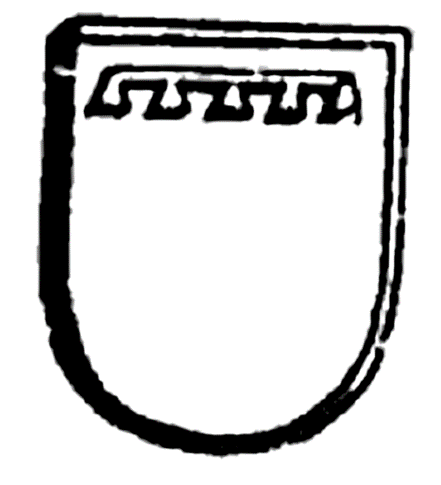
Wappen derer von Hilbeck (I) bei Anton Fahne

Später soll das Geschlecht laut Max von Spießen unter einem goldenen Schildhaupt einen roten Balken, darunter zwei an den Balken anstoßende blaue Pfähle in Silber geführt haben. Auf dem Helm mit rot-blau-silbernen Helmdecken eine spitze rote Mütze, unten mit Hermeling aufgeschlagen, oben mit drei silbernen Federn besteckt. Analog berichtet Anton Fahne von einer Familie „Hilbach“, die einen durch einen roten Balken geteilten goldenen Schild führten, das obere Feld leer, das untere mit zwei roten Pfählen, auf dem Helm eine rote, golden aufgeschlagene Mütze mit blauen Federn. Zu dieser Familie zählt er eine Irmgard von Hilbach, die um 1529 mit Henrich von Bottlenberg genannt Schirp verheiratet war. Die Familie habe „dasselbe Wappen wie die Holzheim“ geführt. An anderer Stelle schreibt er von einem Engelbert von Hilbeck, Richter zu Opherdicke, der mit 1486 eine Urkunde mit einem Siegel ausstattete, das einen Balken belegt mit drei Pfählen zeigt, auf dem Helm zwei Federn. Steinen und Fahne vermuteten eine Zugehörigkeit dieses Engelberts von Hilbeck zu den Herren von der Recke.

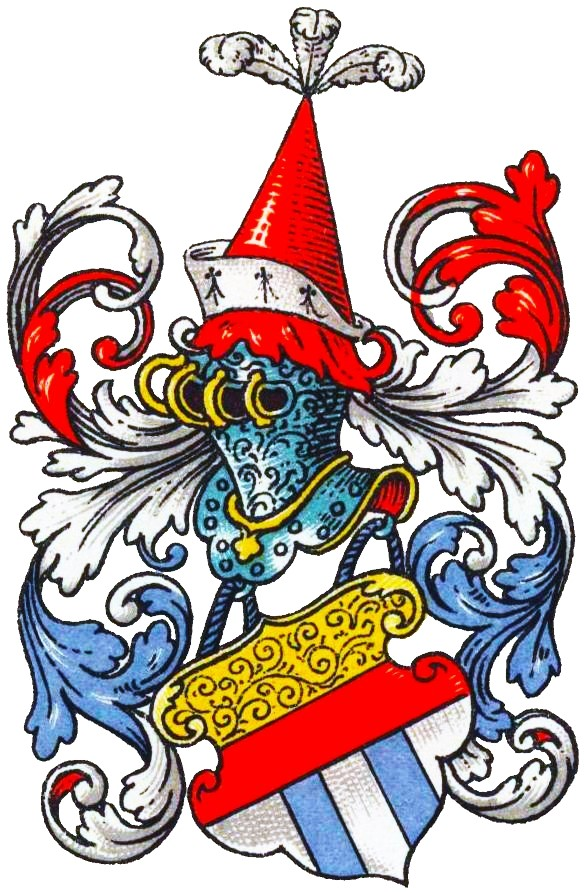
Angebliches späteres Wappen derer von Hilbeck im Wappenbuch des Westfälischen Adels
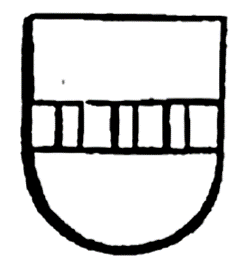
Wappen derer von Hilbeck (II) bei Anton Fahne

Darüber hinaus ist unter dem Namen Hilbeck ein weiteres Wappen mit der Blasonierung „ein auf Rasen stehender Baum“ überliefert. Das Siegel gehörte einem Freigrafen des Grafen von der Mark, Godfrid von Hilbeck, der u. a. 1344 eine Urkunde siegelte (S. Godefridi de Hilbeke). Spießen nennt ihn auch de Freye v. H. In der Urkunde von 1344 wird er aber Gobel (von Wobel) von Weischhylbecke genannt. Demnach gehört er nicht zu den hier behandelten von Hilbeck.

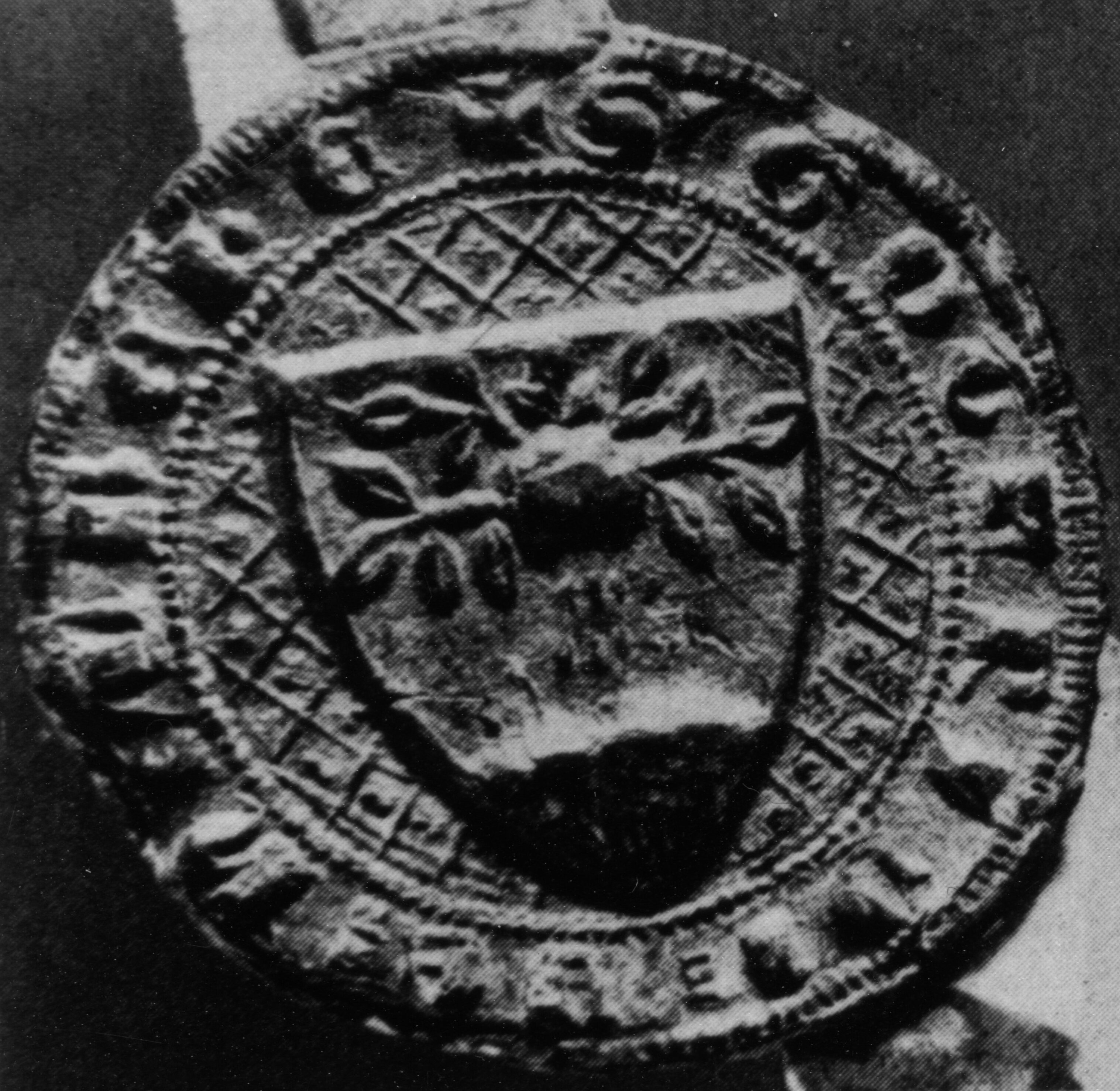
Siegel des Gottfried von Hilbeck mit Baum-Wappen
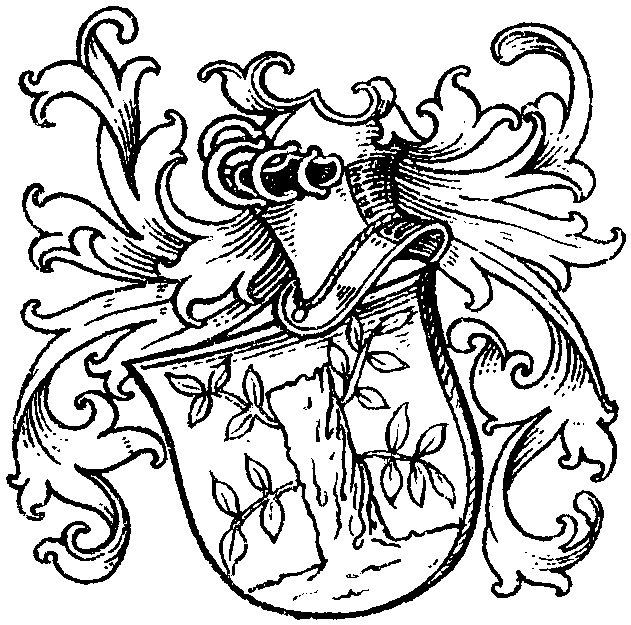
Wappen derer von Hilberg/Hilbeck im Wappenbuch des Westfälischen Adels
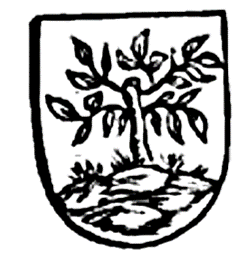
Wappen derer von Hilbeck (III) bei Anton Fahne